# Festival Internacional de Cine de San Sebastián 2000
La 48.ª edición del Festival Internacional de Cine de San Sebastián tuvo lugar entre el 21 y el 30 de septiembre de 2000. La asistencia de espectadores se situó en los 200.000, y el evento fue cubierto por cerca de 1.300 periodistas de 500 medios de comunicación de todo el mundo. A modo de inicio de los actos conmemorativos del 50 aniversario, celebrado en la edición de 2002, se organizó una exposición con fotografías históricas de las 48 ediciones del certamen. Ésta fue la última edición de Diego Galán en la dirección del Festival, pasando a formar parte del comité asesor de la organización.

## Jurados
Jurado de la Sección Oficial
- Stephen Frears, director británico (Presidente)
- Jim McBride,director estadounidense
- Jorge Arriagada, director chileno
- Juan Ruiz Anchía, director de fotografía español
- Andrea Ferreol, actriz francesa
- Stephane Tchal Gadjeff, productora y directora estadounidense
- Ángela Molina, actriz española

Nuevos Directores
- Leon Cakoff,  fundador de la Muestra Internacional de Cine de Sao Paulo (Presidente)
- Valeria Ciompi, escritora italiana
- Fabio Ferzetti, crítico de cine italiano
- Lourdes Iglesias, guionista española
- Steven Ricci, actor estadounidense
- Christian Viviani, historiador de cine italiano
- Deborah Young, directora y actriz estadounidense

## Películas

### Sección Oficial
Las 15 películas siguientes compitieron para el premio de la Concha de Oro a la mejor película:
| Título en España              | Título original             | Director(es)          | País           |
| ----------------------------- | --------------------------- | --------------------- | -------------- |
| Alaska.de                     | Alaska.de                   | Esther Gronenborn     | Alemania       |
| Perro ladrador, poco mordedor | Flandersui gae              | Bong Joon-ho          | Corea del Sur  |
| El otro barrio                | El otro barrio              | Salvador García Ruiz  | España         |
| Antes de la tormenta          | Före stormen                | Reza Parsa            | Suecia         |
| Country                       | Country                     | Kevin Liddy           | EE. UU.        |
| Face                          | Face                        | Junji Sakamoto        | Japón          |
| Las flores de Harrison        | Harrison's Flowers          | Elie Chouraqui        | Francia        |
| La comunidad                  | La comunidad                | Álex de la Iglesia    | España         |
| La perdición de los hombres   | La perdición de los hombres | Arturo Ripstein       | México         |
| Los ríos de color púrpura     | Les Rivières pourpres       | Mathieu Kassovitz     | Francia        |
| Paria                         | Paria                       | Nicolas Klotz         | Francia        |
| Sin dejar huella              | Sin dejar huella            | María Novaro          | México         |
| El peso del agua              | The Weight of Water         | Kathryn Bigelow       | Estados Unidos |
| Bajo la arena                 | Sous le sable               | François Ozon         | Francia        |
| Tinta roja                    | Tinta roja                  | Francisco J. Lombardi | Perú           |

### Fuera de competición
Las películas siguientes fueron seleccionadas para ser exhibidas fuera de competición: 
Largometrajes
| Título en España    | Título original          | Director(es)                         | País        |
| ------------------- | ------------------------ | ------------------------------------ | ----------- |
| Punto de mira       | One of the Hollywood Ten | Karl Francis                         | España      |
| Plenilunio          | Plenilunio               | Imanol Uribe                         | España      |
| La sal de la Tierra | The Salt of the Earth    | Wim Wenders, Juliano Ribeiro Salgado | Francia     |
| Shiner              | Shiner                   | John Irvin                           | Reino Unido |

### Otras secciones oficiales

#### Perlas
Las 16 películas proyectadas en esta sección son largometrajes inéditos en España, que han sido aclamados por la crítica y/o premiados en otros festivales internacionales. Estas fueron las películas seleccionadas para la secciónː
| Título en España      | Título original         | Director(es)                | País           |
| --------------------- | ----------------------- | --------------------------- | -------------- |
| Amores Perros         | Amores Perros           | Alejandro González Iñárritu | México         |
| Pleno verano          | Mua he chieu thang dung | Patrice Chérea              | Vietnam        |
| Así es la vida...     | Así es la vida...       | Arturo Ripstein             | México         |
| Antes que anochezca   | Before Night Falls      | Julian Schnabel             | Estados Unidos |
| Tigre y dragón        | Wo hu cang long         | Ang Lee                     | Taiwán         |
| Deseando amar         | Fa yeung nin wa         | Wong Kar-Wai                | Hong Kong      |
| Para todos los gustos | Le goût des autres      | Agnès Jaoui                 | Francia        |
| Les diseurs de vérité | Les diseurs de vérité   | Karim Traïdia               | Países Bajos   |
| Lost Killers          | Lost Killers            | Dito Tsintsadze             | Alemania       |
| Nacional 7            | Nationale 7             | Jean-Pierre Sinapi          | Francia        |
| Persiguiendo a Betty  | Nurse Betty             | Neil LaBute                 | Estados Unidos |
| ¡Qué pasada!          | Purely Belter           | Mark Herman                 | Reino Unido    |
| Infiel                | Trolösa                 | Liv Ullmann                 | Suecia         |
| Bajo sospecha         | Under Suspicion         | Stephen Hopkins             | Estados Unidos |
| El camino a casa      | Wo de fu qin mu qin     | Zhang Yimou                 | China          |
| Woman in top          | Woman in top            | Fina Torres                 | Estados Unidos |

#### Nuevos Directores
Esta sección agrupa los primeros o segundos largometrajes de sus cineastas, inéditos o que solo han sido estrenados en su país de producción y producidos en el último año. Estas fueron las películas seleccionadas para la sección:
| Título en español      | Título original        | Director(es)                      | País           |
| ---------------------- | ---------------------- | --------------------------------- | -------------- |
| Aunque tú no lo sepas  | Aunque tú no lo sepas  | Juan Vicente Córdoba              | España         |
| 76-89-03               | 76-89-03               | Cristian Bernard, Flavio Nardini  | Argentina      |
| Bunny                  | Bunny                  | Mia Trachinger                    | Estados Unidos |
| El bola                | El bola                | Achero Mañas                      | España         |
| El celo                | El celo                | Antoni Aloy                       | España         |
| El factor Pilgrim      | El factor Pilgrim      | Santi Amodeo, Alberto Rodríguez   | España         |
| England!               | England!               | Achim von Borries                 | Alemania       |
| Yo no conocía a Tururú | Eu Não Conhecia Tururu | Florinda Bolkan                   | Brasil         |
| La espalda del mundo   | La espalda del mundo   | Javier Corcuera                   | España         |
| The Rat                | Le rat                 | Christophe Ali, Nicolas Bonilauri | Francia        |
| Orgienhaus             | Orgienhaus             | Mathieu Seiler                    | Suiza          |
| Cuando seamos mayores  | Quand on sera grand    | Renaud Cohen                      | Francia        |
| Sangue vivo            | Sangue vivo            | Edoardo Winspeare                 | Italia         |
| Sexy Beast             | Sexy Beast             | Tomasz Thomson                    | Alemania       |
| Time's Up!             | Time's Up!             | Cecilia Barriga                   | Chile          |
| Too Much Flesh         | Too Much Flesh         | Jean-Marc Barr, Pascal Arnold     | Francia        |
| Undertaker's Paradise  | Undertaker's Paradise  | Matthias X. Oberg                 | Alemania       |

### Otras secciones

#### Made in Spanish
Sección dedicada a una serie de largometrajes de habla hispana que se estrenan en el año. Estas fueron las películas seleccionadas para la sección:
Largometrajes españoles
| Título original          | Director(es)                          |
| ------------------------ | ------------------------------------- |
| A propósito de Buñuel    | José Luis López-Linares, Javier Rioyo |
| Asfalto                  | Daniel Calparsoro                     |
| Ataque verbal            | Miguel Albaladejo                     |
| El arte de morir         | Álvaro Fernández Armero               |
| Cascabel                 | Daniel Cebrián                        |
| El corazón del guerrero  | Daniel Monzón                         |
| El mar                   | Agustí Villaronga                     |
| El viaje de Arián        | Eduard Bosch                          |
| Érase otra vez           | Juan Pinzás                           |
| Goya en Burdeos          | Carlos Saura                          |
| Krámpack                 | Cesc Gay                              |
| Los sin nombre           | Jaume Balagueró                       |
| Marta y alrededores      | Nacho Pérez de la Paz, Jesús Ruiz     |
| Monos como Becky         | Joaquím Jordá, Núria Villazán         |
| Morir (o no)             | Ventura Pons                          |
| Nadie conoce a nadie     | Mateo Gil                             |
| Pídele cuentas al rey    | José Antonio Quirós                   |
| Sé quién eres            | Patricia Ferreira                     |
| Segunda piel             | Gerardo Vera                          |
| Sexo por compasión       | Laura Mañá                            |
| Sobreviviré              | Alfonso Albacete, David Menkes        |
| ¿Tú qué harías por amor? | Carlos Saura Medrano                  |
| Yoyes                    | Helena Taberna                        |

Largometrajes latinoamericanos
| Título original                                | Director(es)                                | País      |
| ---------------------------------------------- | ------------------------------------------- | --------- |
| Botín de guerra                                | David Blaustein                             | Argentina |
| Cien años de perdón                            | Alejandro Saderman                          | Colombia  |
| Ciudad de M                                    | Felipe Degregori                            | Perú      |
| El pan de cada día                             | Ane Muñoz Mitxelena                         | España    |
| Coronación                                     | Silvio Caiozzi                              | Chile     |
| Invocación                                     | Héctor Faver, Patricio Guzmán, Fred Kelemen | España    |
| Las cenizas del volcán                         | Pedro Pérez Rosado                          | España    |
| Las huellas borradas                           | Enrique Gabriel                             | España    |
| Lista de espera                                | Juan Carlos Tabío                           | Cuba      |
| Pantaleón y las visitadoras                    | Francisco J. Lombardi                       | Perú      |
| Por la libre                                   | Juan Carlos de Llaca                        | México    |
| Qué absurdo es haber crecido                   | Roly Santos                                 | Argentina |
| Rito terminal                                  | Óscar Urrutia Lazo                          | México    |
| Saluzzi, ensayo para bandoneón y tres hermanos | Daniel Rosenfeld                            | Argentina |
| Street love                                    | Åsa Faringer                                | Suecia    |
| Un paraíso bajo las estrellas                  | Gerardo Chijona                             | Cuba      |

### Retrospectivas

#### Retrospectiva. Conocer aBernardo Bertolucci
La retrospectiva de ese año fue dedicado a la obra del director Bernardo Bertolucci. Se proyectó la mayor parte de su filmografía así como documentales referentes a su obra.
| Título en español                                                 | Título en original                                                | Director            | Año  |
| ----------------------------------------------------------------- | ----------------------------------------------------------------- | ------------------- | ---- |
| La cosecha estéril                                                | La commare secca                                                  | Bernardo Bertolucci | 1962 |
| Antes de la revolución                                            | Prima della rivoluzione                                           | Bernardo Bertolucci | 1964 |
| La via del petrolio                                               | La via del petrolio                                               | Bernardo Bertolucci | 1966 |
| Partner                                                           | Partner                                                           | Bernardo Bertolucci | 1968 |
| El conformista                                                    | Il conformista                                                    | Bernardo Bertolucci | 1970 |
| La estrategia de la araña                                         | La strategia del ragno                                            | Bernardo Bertolucci | 1970 |
| La salute è malata                                                | La salute è malata                                                | Bernardo Bertolucci | 1971 |
| El último tango en París                                          | Ultimo tango a Parigi                                             | Bernardo Bertolucci | 1972 |
| Novecento                                                         | Novecento                                                         | Bernardo Bertolucci | 1976 |
| Bertolucci secondo il cinema (documental)                         | Bertolucci secondo il cinema (documental)                         | Gianni Amelio       | 1976 |
| La luna                                                           | La luna                                                           | Bernardo Bertolucci | 1979 |
| La historia de un hombre ridículo                                 | La tragedia di un uomo ridicolo                                   | Bernardo Bertolucci | 1981 |
| Le Voyageur italien (documental)                                  | Le Voyageur italien (documental)                                  | Fernand Moszkowicz  | 1982 |
| L'addio a Enrico Berlinguer                                       | L'addio a Enrico Berlinguer                                       | Bernardo Bertolucci | 1984 |
| Wim Wenders e Bernardo Bertolucci, una conversazione (documental) | Wim Wenders e Bernardo Bertolucci, una conversazione (documental) | Enrico Ghezzi       | 1985 |
| El último emperador                                               | The Last Emperor                                                  | 1987                |      |
| El cielo protector                                                | The Sheltering Sky                                                | Bernardo Bertolucci | 1990 |
| Pequeño Buda                                                      | Little Buddha                                                     | Bernardo Bertolucci | 1993 |
| Belleza robada                                                    | Stealing Beauty                                                   | Bernardo Bertolucci | 1996 |
| Asediada                                                          | L'assedio                                                         | Bernardo Bertolucci | 1998 |
| Stazioni di tango (TV)                                            | Stazioni di tango (TV)                                            | Tatti Sanguineti    | 1999 |
| Bernardo Bertolucci. Metamorfosi di un poeta (documental)         | Bernardo Bertolucci. Metamorfosi di un poeta (documental)         | Donatella Baglivo   | 2000 |

#### Retrospectiva Clásica.Carol Reed
La retrospectiva de ese año fue dedicada a la obra del director estadounidense Carol Reed (1906-1976).
| Título en español               | Título en original        | Año  |
| ------------------------------- | ------------------------- | ---- |
| Sucedió en París                | It Happened in Paris      | 1935 |
| Midshipman Easy                 | Midshipman Easy           | 1936 |
| Laburnum Grove                  | Laburnum Grove            | 1936 |
| Talk of the Devil               | Talk of the Devil         | 1937 |
| El amor manda                   | Bank Holiday              | 1938 |
| Penny Paradise                  | Penny Paradise            | 1938 |
| Cuidado con lo que haces        | Climbing High             | 1939 |
| Las estrellas miran hacia abajo | The Stars Look Down       | 1939 |
| A Girl Must Live                | A Girl Must Live          | 1939 |
| Tren nocturno a Múnich          | Night Train to Munich     | 1940 |
| Su nombre en los periódicos     | Girl in the News          | 1941 |
| Kipps                           | Kipps                     | 1941 |
| El vencedor de Napoleón         | The Young Mr. Pitt        | 1942 |
| The New Lot                     | The New Lot               | 1943 |
| The Way Ahead                   | The Way Ahead             | 1944 |
| The True Glory                  | The True Glory            | 1945 |
| Larga es la noche               | Odd Man Out               | 1947 |
| El ídolo caído                  | The Fallen Idol           | 1948 |
| El tercer hombre                | The third man             | 1949 |
| Desterrado de las islas         | Outcast of the Islands    | 1952 |
| Se interpone un hombre          | The Man Between           | 1953 |
| El niño y el unicornio          | A Kid for Two Farthings   | 1955 |
| Trapecio                        | Trapeze                   | 1956 |
| La llave                        | The Key                   | 1958 |
| Nuestro hombre en La Habana     | Our Man in Havana         | 1959 |
| El precio de una muerte         | The running man           | 1963 |
| El tormento y el éxtasis        | The Agony and the Ecstasy | 1965 |
| Oliver!                         | Oliver!                   | 1968 |
| El indio altivo                 | Flap                      | 1970 |
| Sígueme                         | 'Follow Me                | 1972 |

#### Retrospectiva Temática: La Generación de la televisión
La organización del festival hace una selección de las películas de aquellos realizadores que empezaron o desarrollaron parte de su filmografía en la televisión.
| Título en España                | Título original               | Director(es)          | Año  |
| ------------------------------- | ----------------------------- | --------------------- | ---- |
| Doce hombres sin piedad         | 12 Angry Men                  | Sidney Lumet          | 1957 |
| Su propio infierno              | All Fall Down                 | John Frankenheimer    | 1962 |
| Cinderella (TV)                 | Cinderella (TV)               | Ralph Nelson          | 1957 |
| La leyenda del indomable        | Cool Hand Luke                | Stuart Rosenberg      | 1967 |
| Days of Wine and Roses          | Days of Wine and Roses        | John Frankenheimer    | 1959 |
| Donde la ciudad termina         | Edge of the City              | Martin Ritt           | 1957 |
| Judgment at Nuremberg (TV)      | Judgment at Nuremberg (TV)    | George Roy Hill       | 1959 |
| Marty                           | Marty                         | Delbert Mann          | 1955 |
| Amores con un extraño           | Love with the Proper Stranger | Robert Mulligan       | 1963 |
| En mitad de la noche            | Middle of the Night           | Delbert Mann          | 1959 |
| Réquiem por un campeón          | Requiem for a Heavyweight     | Ralph Nelson          | 1962 |
| Compañeros de armas y puñetazos | Soldier in the Rain           | Ralph Nelson          | 1963 |
| El mejor hombre                 | The Best Man                  | Franklin J. Schaffner | 1964 |
| El gran Gatsby                  | The Great Gatsby              | Franklin J. Schaffner | 1954 |
| The defender                    | The defender                  | Robert Mulligan       | 1957 |
| El grupo                        | The Group                     | Sidney Lumet          | 1966 |
| El zurdo                        | The Left Handed Gun           | Arthur Penn           | 1958 |
| The Iceman Cometh               | The Iceman Cometh             | Sidney Lumet          | 1960 |
| El largo y cálido verano        | The Long, Hot Summer          | Martin Ritt           | 1958 |
| El milagro de Ana Sullivan      | The Miracle Worker            | Marcel Ophüls         | 1969 |
| El tren                         | The train                     | John Frankenheimer    | 1964 |
| Los jóvenes salvajes            | The Young Savages             | John Frankenheimer    | 1961 |
| Matar a un ruiseñor             | To Kill a Mockingbird         | Robert Mulligan       | 1962 |
| Cariño amargo                   | Toys in the Attic             | George Roy Hill       | 1963 |

## Palmarés

### Premios oficiales[10]
Ganadores de la Sección Oficial del 48.° Festival Internacional de Cine de San Sebastián de 2000:
- Concha de Oro: La perdición de los hombres de Arturo Ripstein
- Premio Especial del Jurado: Paria de Nicolas Klotz
- Concha de Plata al mejor Director: Reza Parsa por Antes de la tormenta
- Concha de Plata a la mejor Actriz: Carmen Maura por La comunidad
- Concha de Plata al mejor Actor: Gianfranco Brero por Tinta roja
- Premio del jurado a la mejor fotografía: Nicola Pecorini por Las flores de Harrison
- Premio del jurado al mejor guion: Paz Alicia Garcíadiego por La perdición de los hombres

### Premio Donostia
- Michael Caine
- Robert De Niro

### Otros premios oficiales
- Premio Nuevos Directores: Sangue vivo de Edoardo Winspeare

Mención especial: El factor Pilgrim de Santi Amodeo y Alberto Rodríguez
Mención especial: El otro barrio de Salvador García Ruiz
- Premio Perla del Público: Nacional 7 de Jean-Pierre Sinapi
- Premio de la Juventud: Antes de la tormenta de Reza Parsa

### Otros premios
- Premio del CEC (Círculo de Escritores Cinematográficos): Las flores de Harrison de Elie Chouraqui
- Premio FIPRESCI: La perdición de los hombres de Arturo Ripstein

Premio especial FIPRESCI: La espalda del mundo de Javier Corcuera
- Premio OCIC: Las flores de Harrison de Elie Chouraqui